# NSB El 2
NSB El 2 — норвежский электровоз переменного тока (15 кВ, 16 2/3 Гц). Был выпущен в 1923 году совместно заводами Norsk Elektrisk & Brown Boveri и Thunes в 2 экземплярах. По сравнению с электровозом El 1 имеет более высокие конструкционную скорость и мощность тяговых электродвигателей. Оба электровоза серии El 2 эксплуатировались на Norges Statsbaner до 1967 года, после чего были списаны и разрезаны на металлолом.